# TAT European Airlines
TAT European Airlines, conosciuta semplicemente anche come TAT, è stata un'importante compagnia aerea regionale basata a Tours. Fu attiva dal 1968 al 1997 e, per tutti quegli anni, fu davvero il riferimento per quanti si volessero cimentare nel trasporto aereo a breve e medio raggio, sia interno che verso l'estero.

## Storia
Vari momenti hanno caratterizzato la vita della società, la cui ragione sociale è mutata, pur mantenendo sempre l'immancabile acronimo TAT.

1968-1984 Touraine Air Transport
Fu fondata nel 1968 e iniziò le attività di volo il 3 luglio dall'allora piccolo scalo di Tours.
Nel 1969 istituì i primi collegamenti regolari con Beechcraft "Queen Air" e poi i più adatti Beechcraft 99, dando inizio ad un processo che non avrebbe conosciuto soste per quasi un trentennio.
Nel 1971 mutò ragione sociale in T.A.T.
Negli anni '70 rilevò le attività di Rousseau Aviation (1973),  Taxi Avia France (1975), Air Paris e Air Rouergue (1977), Air Languedoc (1978). Tra il 1973 e il 1975 entravano in servizio i primi Fokker 27, seguiti dai Fokker 28 e poi anche da VFW 614.
Nel 1976 costituì TAT Express/TAT Export, divisione dedicata al trasporto di merci e collettame.
All'inizio del decennio successivo rilevò Air Alpes (nel 1981) e quanto rimaneva di Air Alsace (nel 1982), diventando la più maggiore aerolinea regionale francese. Il 1° aprile 1984 la ragione sociale viene alterata in Transport Aérien Transrégional a meglio sottolineare le attività.
1984-1992 Transport Aérien Transrégional
Nel 1989 Air France acquista il 35% del pacchetto azionario di TAT che è la quarta aerolinea francese per volume di traffico.
Nel 1992 la ragione sociale viene nuovamente mutata in TAT-European Airlines, a sottolineare l'accresciuta area operativa del vettore.
1992-1998 TAT-European Airlines
Nel gennaio 1993 British Airways, desiderosa di impiantarsi solidamente Oltremanica, acquista il 49,9% della proprietà TAT
Nell'aprile 1993 la TAT inizia a volare dall'aeroporto di Londra-Gatwick
Nell'agosto 1996 British Airways acquista il rimanente 50,1% delle azioni TAT ma l'unione tra i due vettori è complicata e non porta i frutti sperati.
Nel marzo 1997 iniziano le trattative per la fusione con la Air Liberté, che viene concordata in autunno e diventa effettiva il 15 marzo 1998

## Flotta storica
La TAT ha utilizzato i seguenti tipi di aerei : 
- Aérospatiale "Corvette"
- ATR 42
- ATR 72
- Beech King Air C90
- Beech 99/99A
- Boeing 737
- De Havilland Canada DHC 6 "Twin Otter"
- Douglas DC-9 (serie 10/20) noleggiati nel 1981[9]
- Fairchild-Hiller FH.27
- Fairchild-Hiller FH-227B
- Fokker F27 "Friendship"
- Fokker F28 "Fellowship" (serie 1000/2000/4000)
- Fokker F100
- Nord 262
- Swearingen "Metroliner"
- VFW 614